# Faʻa Sāmoa
Faʻa Sāmoa, die „samoanische Lebensart“ (Samoan way), ist die traditionelle Lebensweise in der samoanischen Kultur.

## Konzept

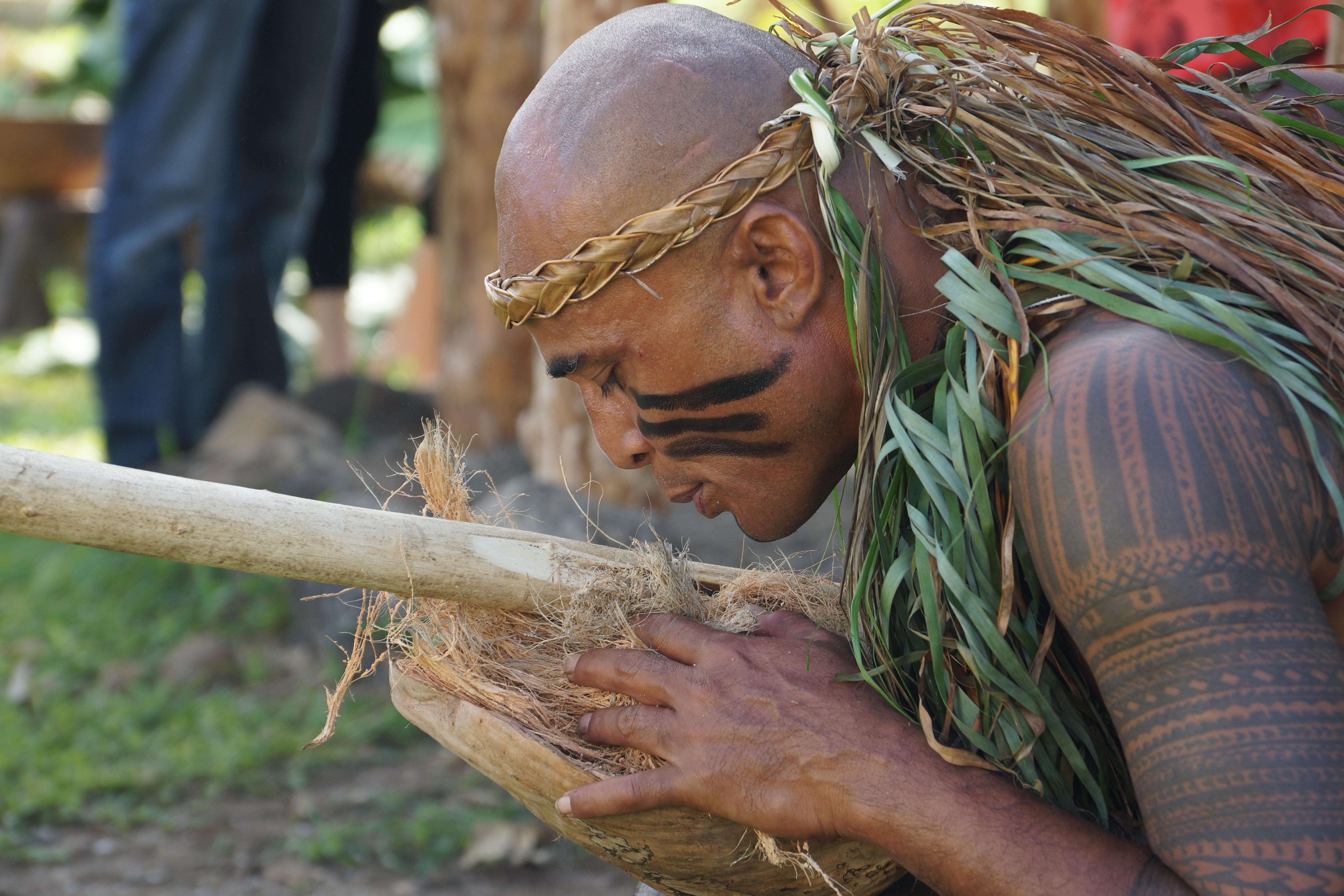
Samoaner bei einer traditionellen Zeremonie.

Faʻa Sāmoa umfasst die samoanische Sprache, die sozialen Beziehungen und die Kultur, welche den traditionellen und bis heute andauernden polynesischen Lebensstil auf Samoa und in der samoanischen Diaspora ausmachen. Es umfasst ein allumfassendes Verhaltens- und Verantwortungssystem, welches alle Beziehungen der Samoaner untereinander und zu Autoritätspersonen regelt. Dieses System bestimmt die Erziehung und das Leben der Samoaner und bietet dem Einzelnen Unterstützung und Orientierung innerhalb familiärer und politischer Strukturen. Im Mittelpunkt der samoanischen Gesellschaft steht das faʻamatai, das traditionelle soziale Organisationssystem. Sogar Gastgeber sind für das Verhalten ihrer Gäste verantwortlich und können bei Verstößen gegen lokale Gepflogenheiten mit einer Geldstrafe der Dorfbehörden belegt werden.
„Faʻa Sāmoa“ umfasst die Art und Weise, wie man steht, geht und spricht, zum Beispiel indem man „tulou“ sagt, wenn man vor jemandem geht, der sitzt. Ebenso ist es äußerst respektlos, beim Spaziergang durch ein Dorf zu essen oder zu trinken.

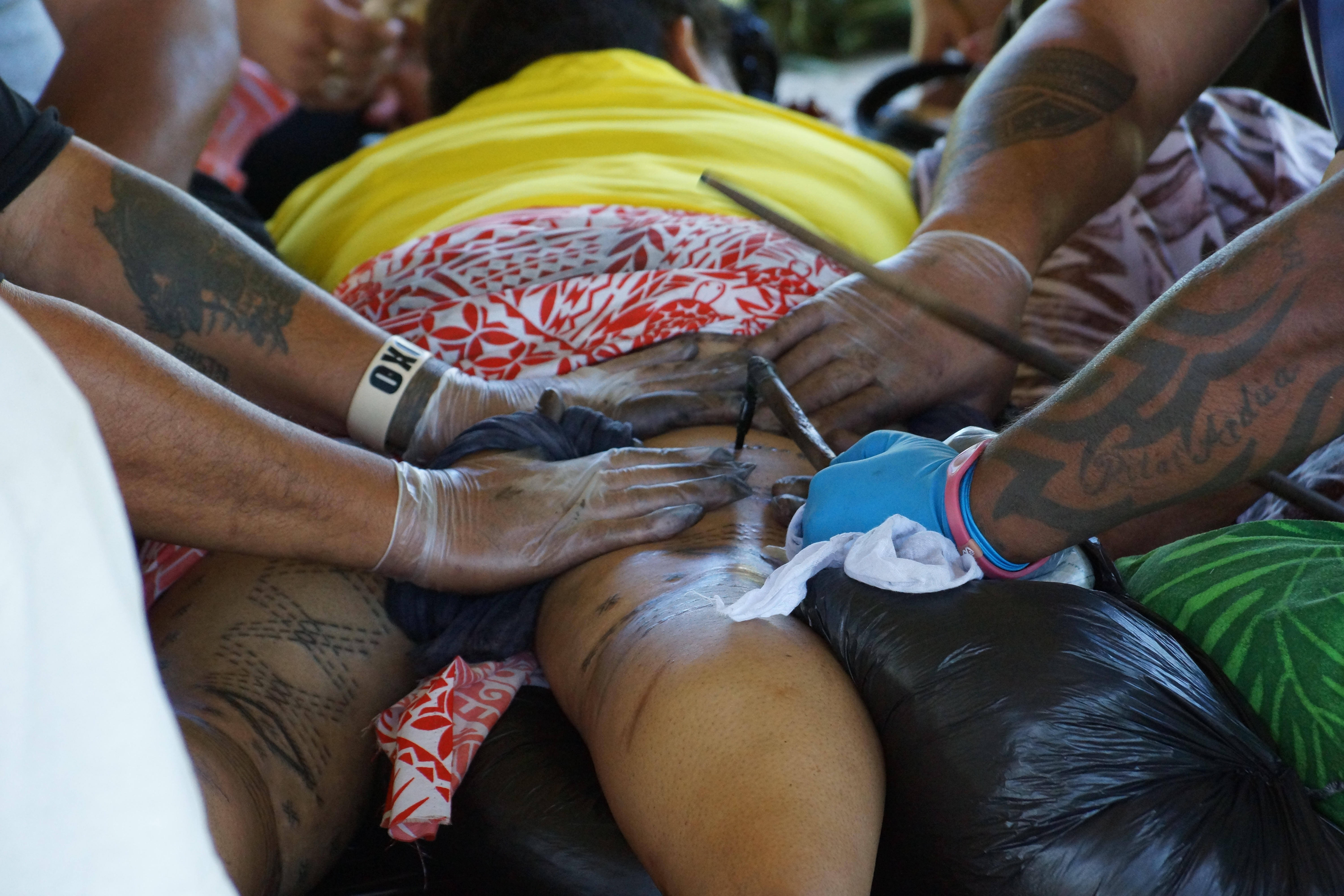
Traditionelles samoanisches Tattoo

Ein weiteres Beispiel: In den meisten samoanischen Dörfern wird am frühen Abend eine Gebetszeit vorgeschrieben, die durch Glockenläuten oder Schneckenhörner signalisiert wird. Während dieser kurzen Ausgangssperre (Sa) ist es unerwünscht, auf der Durchreise in einem Dorf anzuhalten. Beamte, sogenannte Aumaga, können an der Straße stehen, um Reisende davon abzuhalten, das Dorf zu betreten.
Zusätzlich zu den festen familiären Beziehungen, die sich auf die gesamte Großfamilie (die ʻAiga) mit ihrem Familienoberhaupt (dem matai) erstrecken, erweisen die Samoaner Autoritätspersonen Respekt und halten sich ehrfürchtig an alteingesessene Bräuche, die weit mehr Gewicht haben als bloße Etikette.

## Geschichte

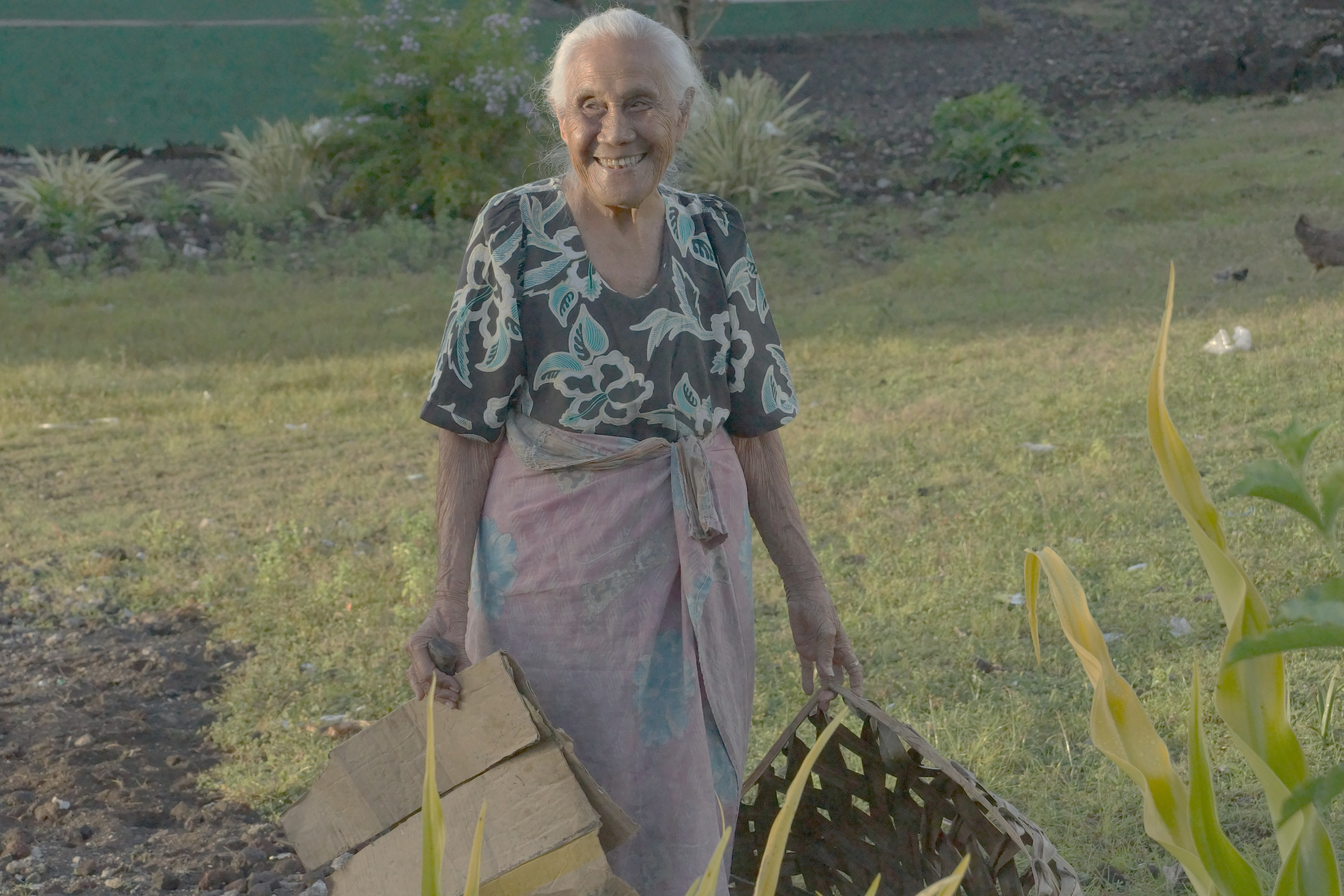
Samoanische Älteste

Als Missionare 1830 aus Europa eintrafen, fanden sie Wege, samoanische kulturelle Überzeugungen mit dem Christentum zu verbinden, was zur Verbreitung des Christentums im Samoa des 19. Jahrhunderts beitrug. Vor allem der der Respekt vor den Älteren trug zur Inkulturation des Christentums bei.

## Galerie

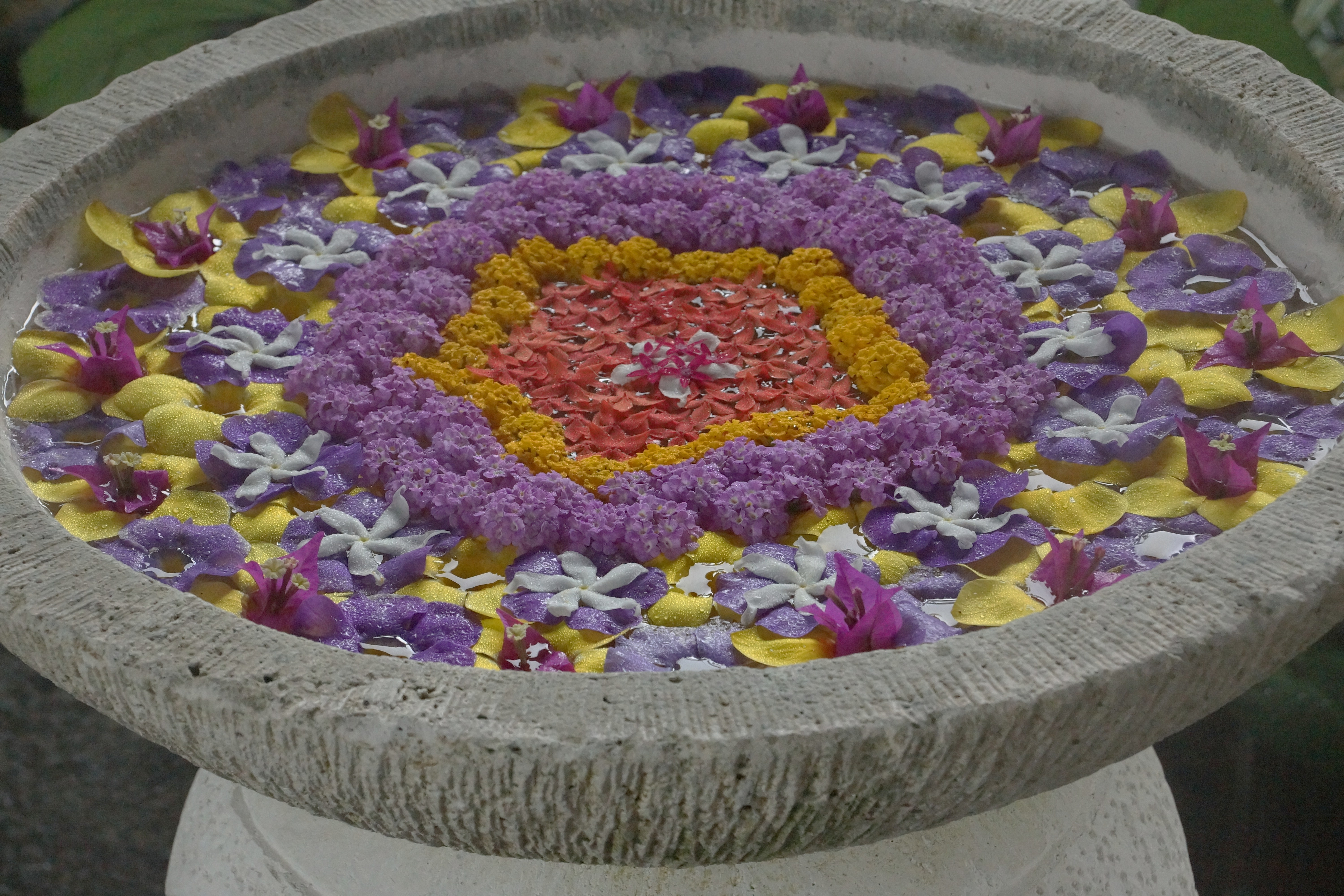
Blumen-Lei
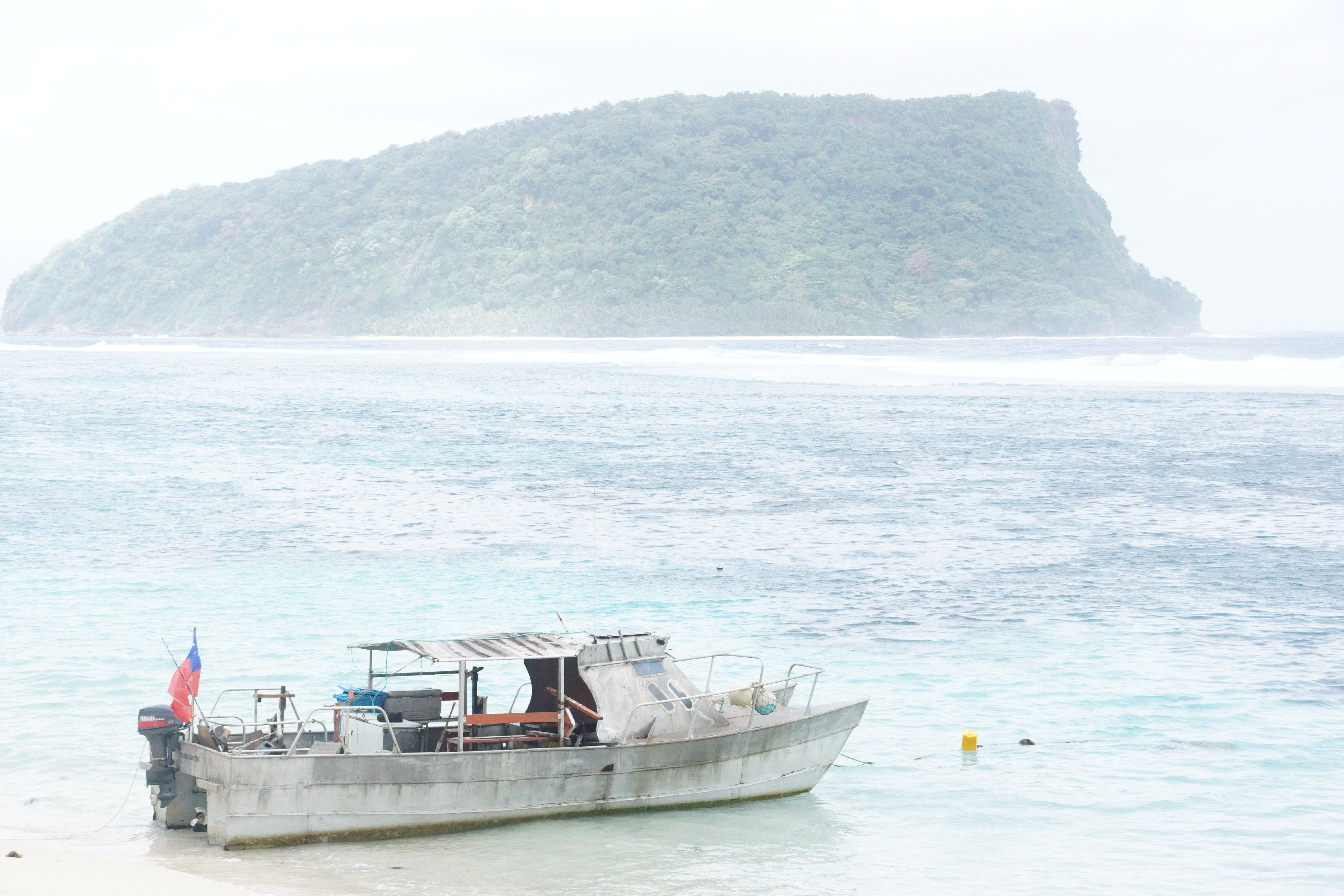
Der Ozean verbindet die Inseln von Samoa
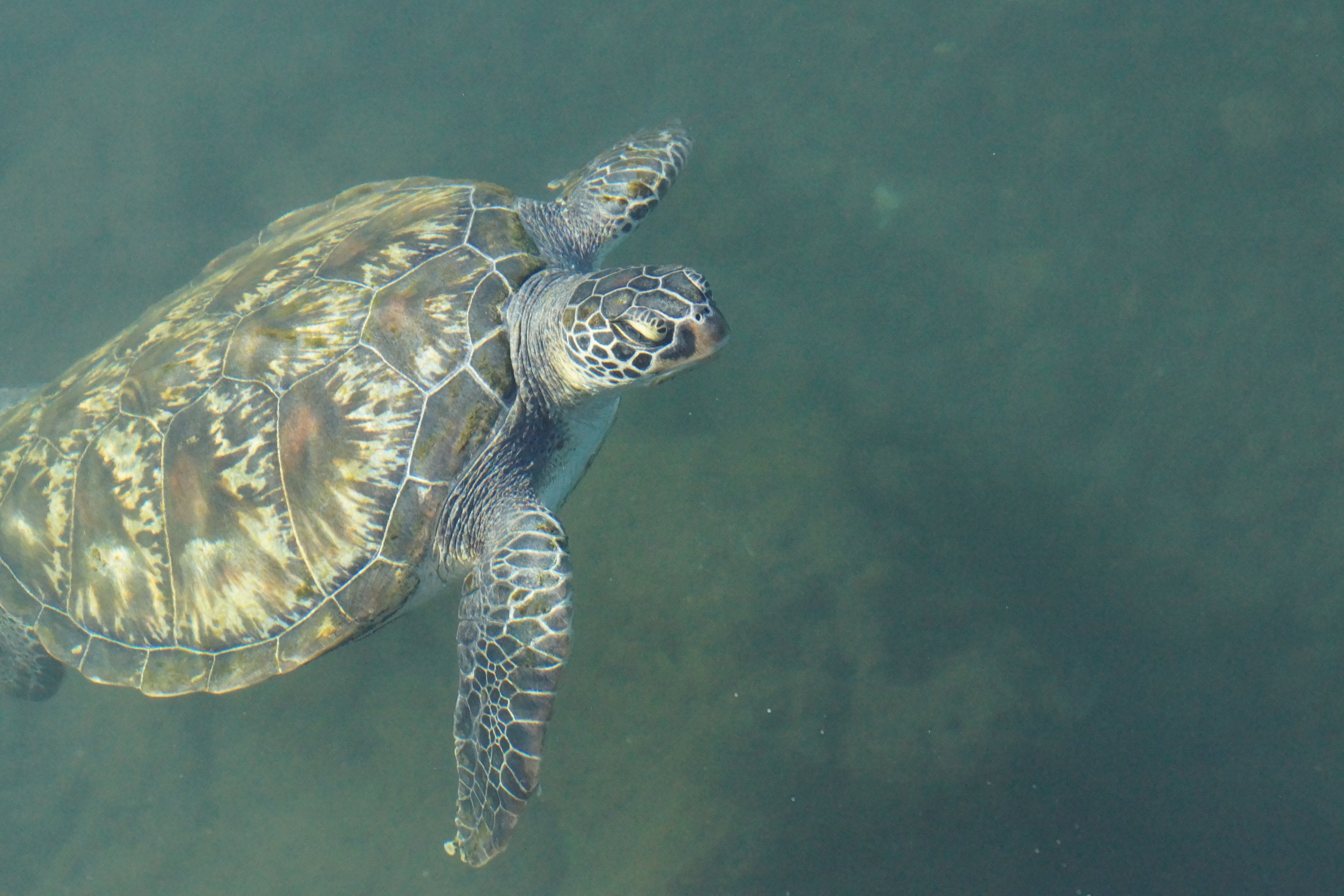
Meerschildkröte in Samoa
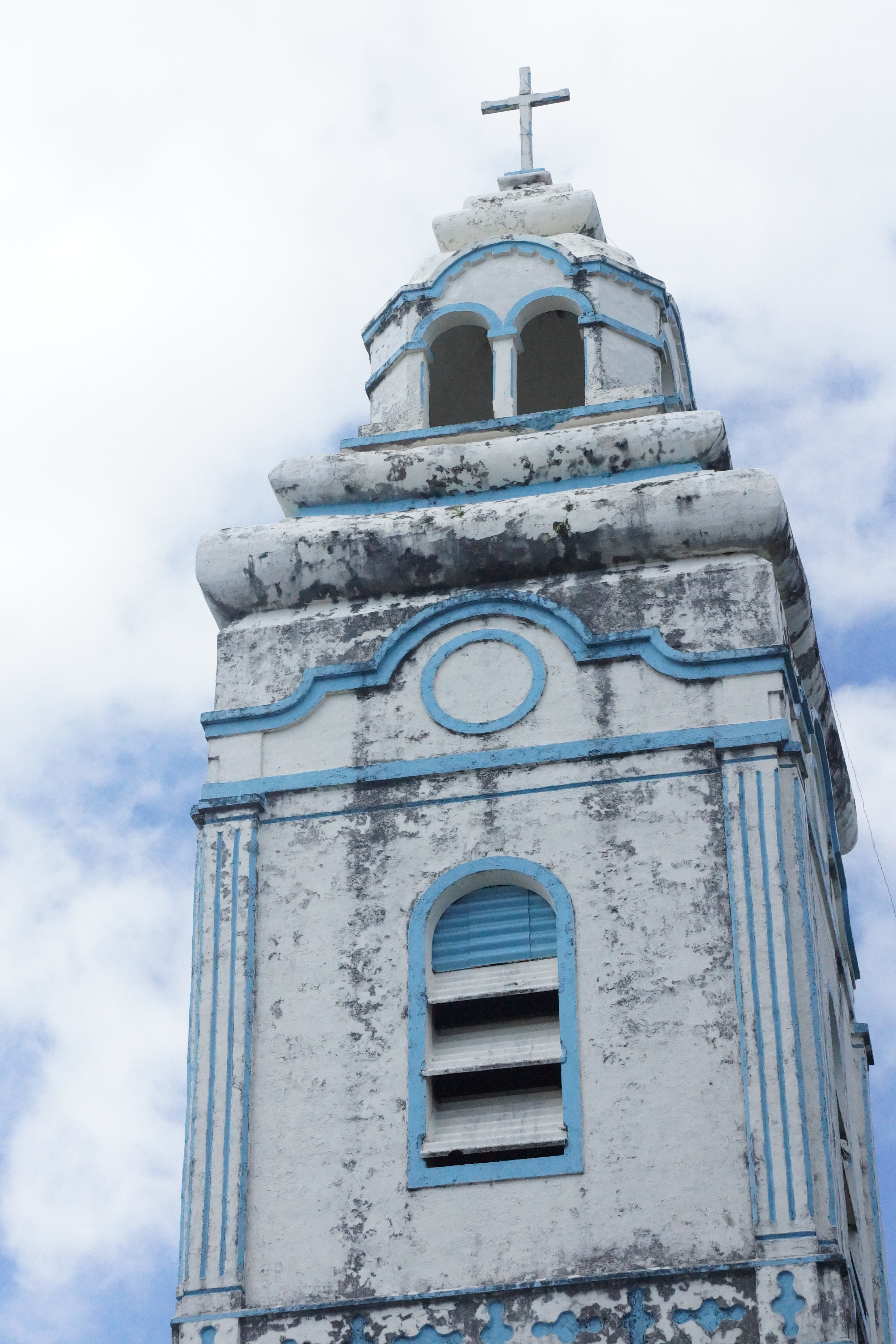
Ruine einer christlichen Kirche in Samoa